# Шубино (Орловская область)
Шубино — деревня в Урицком районе Орловской области России.
Входит в состав Бунинского сельского поселения.

## География
Расположена южнее деревни Заветово и западнее села Бунино — административного центра поселения, на правом берегу реки Козинка. Восточнее проходит внутриобластная автомобильная дорога.
В Шубино имеется одна улица —
Лермонтова.

## Население
| 2010 |
| ---- |
| 5    |